# 彦姫
彦姫（ひこひめ、天文21年（1552年）？ - 天正16年（1588年）5月11日）は、戦国時代から安土桃山時代にかけての女性。陸奥国の戦国大名伊達晴宗の娘。母は久保姫。兄に岩城親隆・伊達輝宗ら。蘆名盛興及び蘆名盛隆の正室。蘆名亀王丸、小杉山御台（蘆名義広室）、岩瀬御台（佐竹義宣側室）、江戸崎御前（相馬利胤室）らの母。

## 生涯
伊達晴宗の四女として出生。永禄9年（1566年）、蘆名盛氏の嫡男・蘆名盛興へ嫁ぐ。しかし、この婚姻は父・晴宗の反対を押し切って、家督を譲られていた兄である輝宗が進めたものとされ、彦姫も輝宗の養女として輿入れしたと言われている。
天正3年（1575年）、盛興が29歳で早世。盛興との間には女子しか生まれていなかったため、人質として蘆名家にいた二階堂盛義の子・盛隆が彦姫に婿入りすることで、盛隆が蘆名家の当主となった。夫となった盛隆は彦姫の甥（姉・阿南姫の子）で当時15歳であったのに対し、彦姫は10歳ほど年長であった。
天正8年（1580年）、隠居していた舅・盛氏が死去し、夫・盛隆が実権を掌握する。翌天正9年（1581年）、盛隆の父・二階堂盛義が病により急逝。
天正12年（1584年）9月、待望の嫡男･蘆名亀王丸を産んだが、10月に夫・盛隆が小姓に暗殺される。家督は生後1ヶ月の亀王丸が継ぎ、彦姫が隠居した兄・輝宗の後見を受けて蘆名氏をまとめることになった。しかし、輝宗の本心は息子の小次郎を蘆名氏の当主に立てる意向であったとされ（佐竹義重が亀王丸擁立を支持してこれを阻んだという）、その後を継いだ政宗は同盟関係を破棄して蘆名氏を攻めた（関柴合戦）。天正14年（1586年）、亀王丸は3歳で疱瘡により死去。この後、蘆名家当主の座を巡り、伊達政宗の弟・小次郎と佐竹義重の次男・義広の間で争いが起き、蘆名氏は混迷する。天正15年（1587年）、佐竹義重の次男・義広を、彦姫と盛興の長女・小杉山御台の婿とし蘆名氏当主とするが、幼少であったために家臣団を掌握することができなかった。
天正16年（1588年）5月11日、彦姫は病により30代で死去。その翌年には伊達政宗により黒川城が落ち、蘆名氏は没落した。